# 生對不穩定超新星

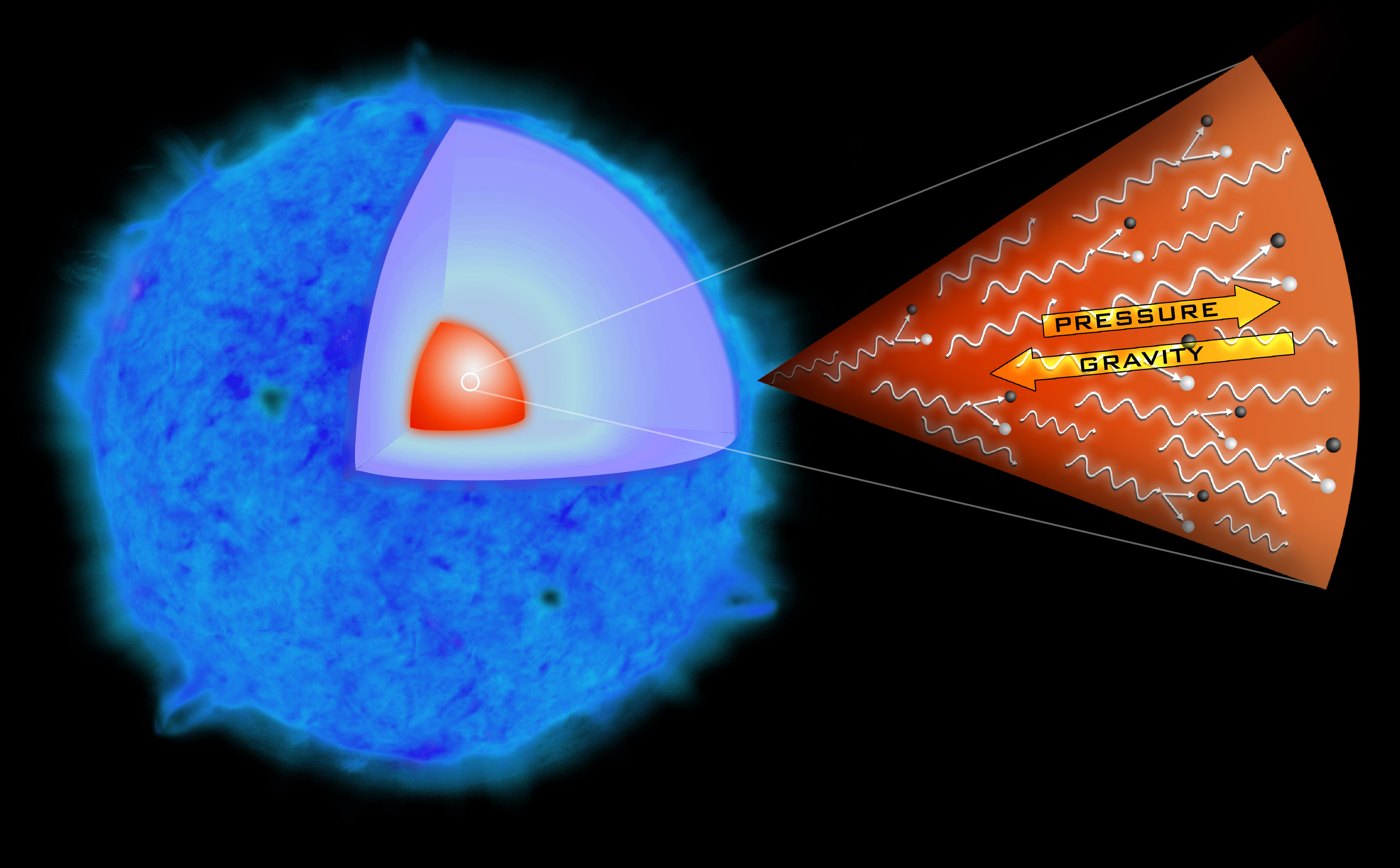
這個插畫是天文學家解釋SN 2006gy觸發生對不穩定超新星的過程。當恆星的質量很大時，在核心產生的伽瑪射線可能變得非常活潑，它們的部分能量被用於產生粒子對，形成包括反粒子的粒子對。這樣的結果造成恆星在自身巨大的重力下產生塌縮而崩潰。在這樣劇烈的塌縮之後，潰散的熱核反應（未在此處顯示）跟著引發恆星的爆炸，將殘骸拋射入太空中。

生對不穩定超新星發生於正負電子對產生時，在原子核和高能的伽瑪射線碰撞下生產出自由電子和正子，減弱了在超巨星核心內部產生的熱壓力。這種壓力的減弱導致局部的崩潰，然後大量快速的燃燒造成熱失衡的熱核爆炸，將恆星完全的吹散而無需留下黑洞的殘骸。生對不穩定超新星只會發生在質量介於130至250太陽質量間，並且擁有低至中等金屬量的恆星（除了氫和氦之外其他元素的豐度都很低，是第三族恆星最常見的狀況）。SN 2006gy曾被假設是生對不穩定超新星，但没有得到证实。SN 2007bi是第一颗被证实的生對不稳定超新星。而2007年11月发现的Y-155则是又一颗被证实的这种类型的超新星。

## 物理現象

### 光子壓力
在非常熱的恆星，來自核融合反應產生的伽瑪射線壓力從核心支撐著外面數層的質量不致因為重力而崩潰。如果伽瑪射線的流量減少，則外面數層會因為重力崩潰而向內陷落。

### 成對發生
成對發生肇因於核心的伽瑪射線和原子核的交互作用克服了庫侖力（參考伽瑪射線的成對發生）。成對產生物質的橫截面與被攔截下的伽瑪射線光子的能量有關——伽瑪射線的能量越高，通過時與原子發生交互作用的可能性也越高。依據愛因斯坦的方程式{\displaystyle E=mc^{2}}，伽瑪射線的能量必然大於這一對電子-正電子對，才能產生這一對微粒。
如同在簡介中敘述的，一對交互作用創造出來的結果是一對電子和正电子。這些正電子在恆星核心的高密度等离子环境中，在很短的時間內就會与電子再結合并釋放出另一束伽瑪射線（湮灭）；电子也可能与前述的正电子相遇而湮灭。
即使這些能量很快的就再經由電子與正電子的重新結合而被釋放出來，這些高能微粒在等离子體中移動的距離與發生交互作用的平均距離是相關的。光子在形成電子對時被吸收而停止了運動，而再輻射時的運動方向是隨意的（沒有特定的方向）。

### 伽瑪射線產生
伽瑪射線由恆星內部的某些熱核反應直接產生，並作為黑體光譜的一部分由恆星核心的高熱氣體發射出來。物質發射的總能量是與溫度的四次方成正比（斯特凡-波茲曼定律），並且它的尖峰波長隨著溫度的升高而縮短（維氏定律）。物質越熱，光度越亮，產生的高能光子（伽瑪射線）也越多。

### 伽瑪射線吸收
伽瑪射線在物質內部被吸收之前能夠移動的平均距離取決於物質的光學厚度（氫的吸收截面很低，而金屬物質的較大）和伽瑪射線的能量。在低能量時，以光電效應和康普頓散射為主。當伽瑪射線的能量增高時，光電和康普頓效應雙雙減弱，伽瑪射線的運動距離會超過平均值。最終，當伽瑪射線的能量更高時，質點對的產生變得越來越重要。

## 不穩定對
如前所述，恆星的核心溫度越高，產生的伽瑪射線能量越高。一旦伽瑪射線的能量以產生質點對為被氣體捕獲的主要機制時，伽瑪射線在核心內能移動的距離（平均自由程）就不會再增加，並且反而會縮減。平均自由程的縮減是不穩定的，會形成正回饋：當伽瑪射線的移動距離縮短后，核心的溫度會上升，使伽瑪射線的能量更高，而可以移動的距離會更短。

## 恆星金屬性
當恆星自轉得夠快時，或是含有足夠多的金屬量時，可能就不會因為上述不穩定对效應而崩潰。不穩定對只發生在低金屬量，以低到中等速率自轉的恆星。
非常大的高金屬量恆星不穩定會歸咎於愛丁頓極限，並且在形成的過程中就傾向於先將質量拋射掉。

## 恆星行為
對大質量恆星的不穩定對狀況下可以分成幾個來源做描述。

### 低於100太陽質量
對質量較低的恆星（大約100倍太陽質量或更低的），伽瑪射線沒有足夠的能量形成電子-正电子對；如果這些恆星成為超新星時，它們是以其他不同的机制形成的。

### 100至130太陽質量
質量在100至130倍太陽質量的恆星，壓力和溫度允許更大部份的塌縮並且迫使脈衝收缩發生，在核心會產生不穩定對，但它們的量還太少，以致不能將恆星徹底的毀滅。這些脈衝會衰減，它們只會暫時的加速熱核反應的進行，而恆星會逐漸的回復到穩定的平衡。預計這些脈衝會引發外面數層的部分被拋射掉，類似於海山二在1841年發生的現象， 雖然那也可能是由不同的機制引發的。这種脈衝的機制被認為會拋射出恆星的質量，直到核心的質量小到能夠正常的塌縮成為一顆普通的Ⅱ型超新星。

### 130至250太陽質量
質量非常大的恆星，質量下限在太陽的130倍以上，上限可能在太陽質量的250倍，可以成為一個真正的生對不穩定超新星。對這些恆星，首先是足以支撐不穩定對發生的環境，使整個情況失控。塌縮造成核心過度的壓縮，超壓力使核聚變失控，在數秒鐘內就使核心的原子核完全燃燒，創造熱核爆炸。更多的熱能釋放超越了重力势能，恆星完全的被毀滅，沒有黑洞，也沒有任何殘骸被留下來。
除了能量被直接釋放之外，核心有很大的部分被轉換成鎳-56，一種半衰期為6.1天的放射性同位素，衰變成為半衰期為77天的鈷-56（參考超新星核合成）。對極超新星SN 2006gy，研究顯示或許原來的恆星質量有40倍的太陽質量轉變為鎳-56，而這幾乎是核心全部的質量。幾乎所有的可見光都是爆炸的核心與早期噴發氣體的碰撞和放射性衰變釋放出來的。

### 250倍太陽質量或更大
一種不同的反應機制：光致蛻變，是質量至少是太陽250倍的恆星開始崩潰時造成的結果。這种中級的吸熱反應（能量吸收）造成恆星连續的塌縮成為黑洞而不會产生熱核爆炸。但当核心形成黑洞后，吸积盘和黑洞喷流还可能造成恒星的超新星爆发。

## 外部連結
- SN2006gy （页面存档备份，存于）
- 不穩定對星圖
- Fraley, G.S. 1968; "Supernovae Explosions Induced by Pair-Production Instability" （页面存档备份，存于）